# 詹姆士·卡特利吉
詹姆士·卡特利吉（英語：James Cartlidge，1974年4月30日—）是一位英格蘭政治人物，他的黨籍是保守黨。自2015年開始，他擔任南薩福克選區選出的英國下議院議員。在從政之前他是一位商人。